# Platytrochus parisepta
Platytrochus parisepta är en korallart som beskrevs av Stephen D. Cairns och Parker 1992. Platytrochus parisepta ingår i släktet Platytrochus och familjen Turbinoliidae.
Artens utbredningsområde är Indiska oceanen. Inga underarter finns listade i Catalogue of Life.